# Camille Dumoulié
Camille Dumoulié (1955) è un insegnante e saggista francese.
Come professore associato di letteratura francese moderna, ha insegnato all'Università della Borgogna e all'Università Marc Bloch di Strasburgo. Dopo il 1996, è docente di letteratura comparata all'Università di Parigi X-Nanterre. Nel 2000 istituisce e dirige il gruppo universitario "Littérature & Idée" e la raccolta omonima per le Editions Desjonquères. Dopo il 2005 lo troviamo coinvolto in altri incarichi, come direttore di "Letteratura e poetica comparate" (Littérature et poétique comparées), direttore responsabile della rivista online Silène e del gruppo di "Croisement d'écritures  France/Brésil/Chili" all'interno del programma internazionale ARCUS 7.
I suoi campi di ricerca comprendono gli studi dei rapporti che intercorrono tra letteratura, filosofia e scienze umane, la mitocritica, la storia del teatro e gli studi comparativi delle forme romanze moderne e contemporanee.
Dumoulié ha tenuto dei seminari sull'"Estetica tragica" (Esthétique tragique) e sulla "Metodologia della letteratura comparata" (Méthodologie de la littérature comparée), sull'"eroismo del desiderio" (Héroïsme du désir), sull'"Etica ed estetica della crudeltà" (Ethique et esthétique de la cruauté) e corsi universitari della cultura permanente sui "Miti e pensiero moderni" (Mythes et pensée modernes).

## Opere

### Saggistica
- Nietzsche et Artaud. Pour une éthique de la cruauté, PUF, « Philosophie d'aujourd'hui », 1992.
- Don Juan ou l'héroïsme du désir, PUF, coll. « Ecriture », 1993.
- Cet obscur objet du désir. Essai sur les amours fantastiques, L'Harmattan, coll. « Psychanalyse et civilisation », 1995
- Antonin Artaud, Seuil, coll. « Les contemporains », 1996. Edizione italiana: coll. « Protagonisti », Costa & Nolan, Milano, 1998.
- Le désir, Armand Colin, coll. « Cursus-philosophie », 1999. Edizione italiana: Il desiderio. Storia e analisi di un concetto, Einaudi, 2002  Piccola biblioteca - Filosofia, Einaudi, Torino, 2002.
- Littérature et philosophie. Le gai savoir de la littérature, coll. « U », Armand Colin, 2002. Edizione italiana: Letteratura e filosofia, Armando, 2009.
- Artaud, la vie, Desjonquères, 2003

### Opere dirette e curate da Camille Dumoulié
- Mythes et littérature. Le Désir, Littérales, Cahiers du Département de français, nº 24, Università di Parigi X-Nanterre, 1999.
- Le Mythe en littérature. Mélanges offerts à Pierre Brunel, PUF, coll. « Ecriture », 2000.
- Les Théâtres de la cruauté. Hommage à Antonin Artaud, Editions Desjonquères, 2000.